# 宝兴树蛙
宝兴树蛙（学名：Zhangixalus dugritei），舊稱宝兴泛树蛙或杜氏泛树蛙，为中国特有的树蛙科张树蛙属两栖动物，分布于四川盆地西南緣、雲南西南部與湖北西南部，常生活于山区林间的静水坑边、乾粪池内以及屋旁水池及附近的草丛。其生存的海拔范围为1400至3200米。模式標本由博物學家譚衛道於1868年至1870年間在四川穆坪採得，而為了感謝當地的法國傳教士杜吉泰（Dugrite）在此期間的協助，譚衛道後來發表本種時，特以其姓作為種小名。
基于分子系统发生学的研究，原记录于云南的宝兴树蛙为普洱树蛙。

## 保护
本种于2023年被收录入《有重要生态、科学、社会价值的陆生野生动物名录》。